# Megachile mystaceana
Megachile mystaceana là một loài Hymenoptera trong họ Megachilidae. Loài này được Michener mô tả khoa học năm 1962.

## Hình ảnh

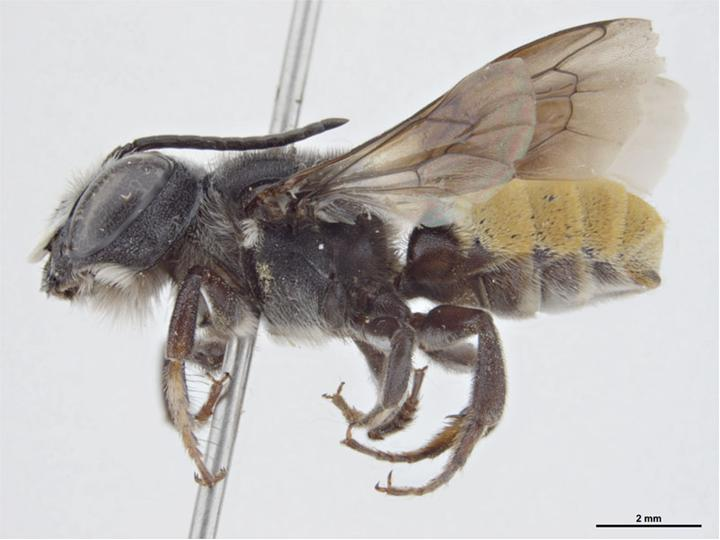
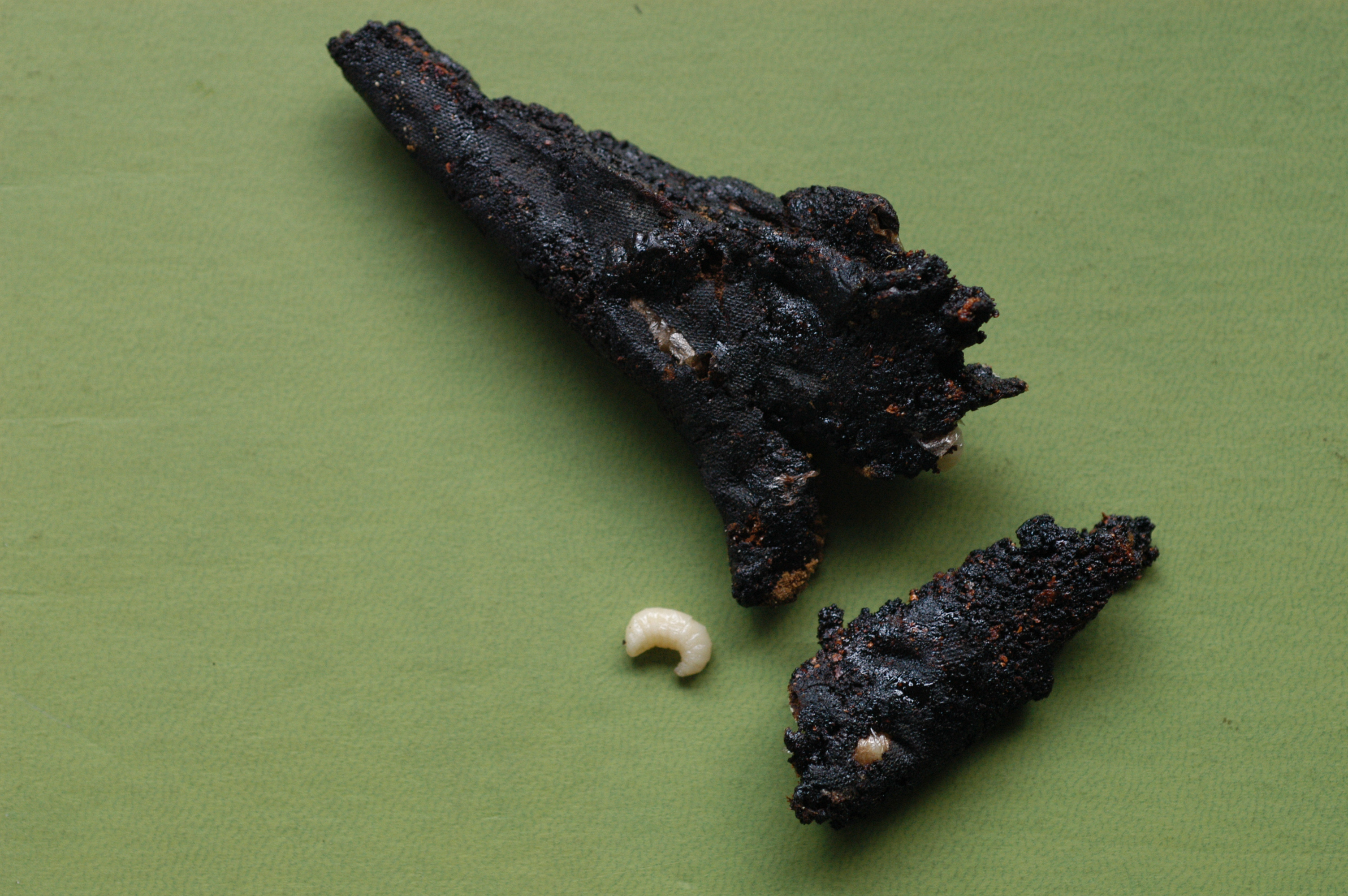
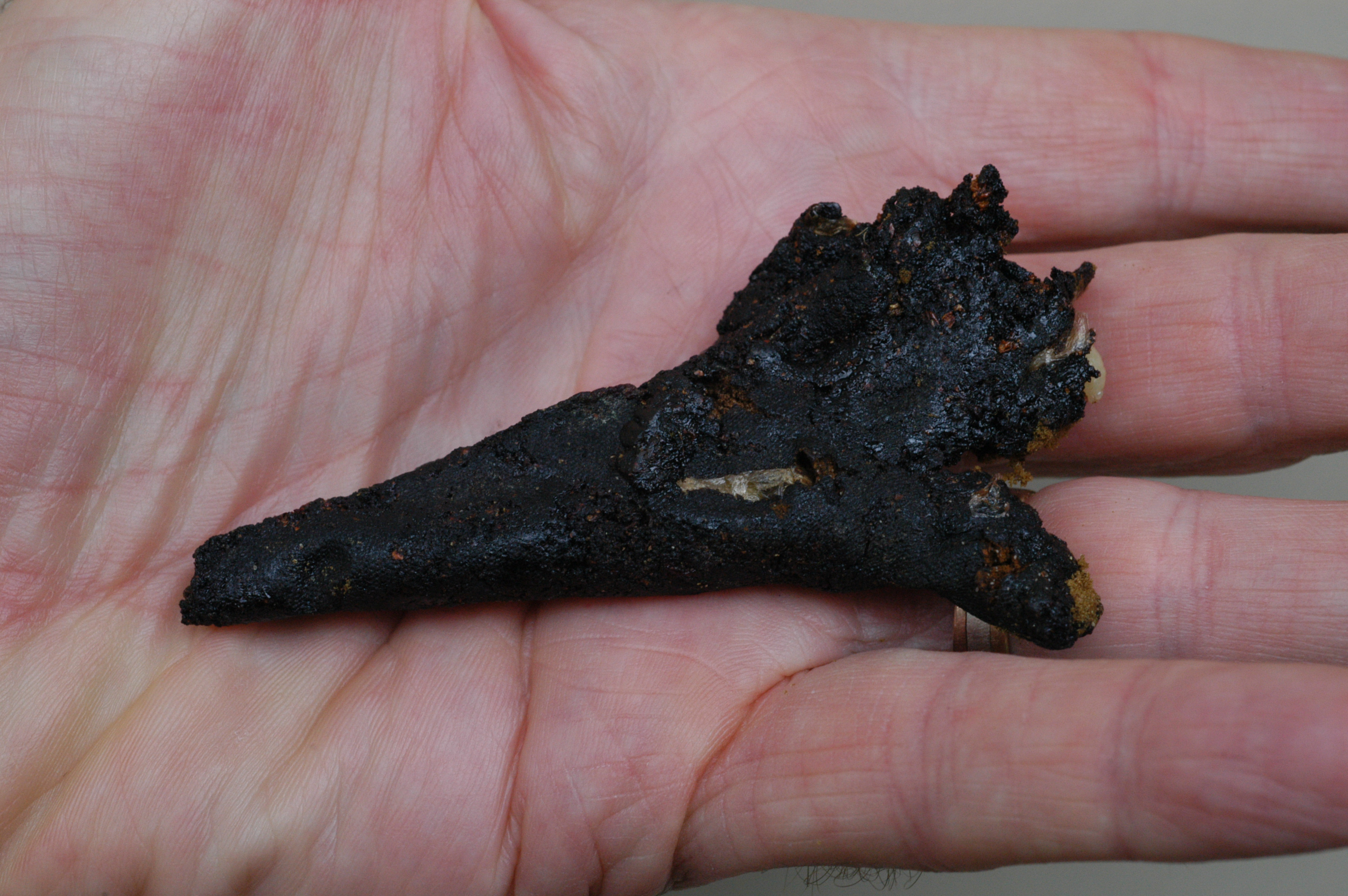
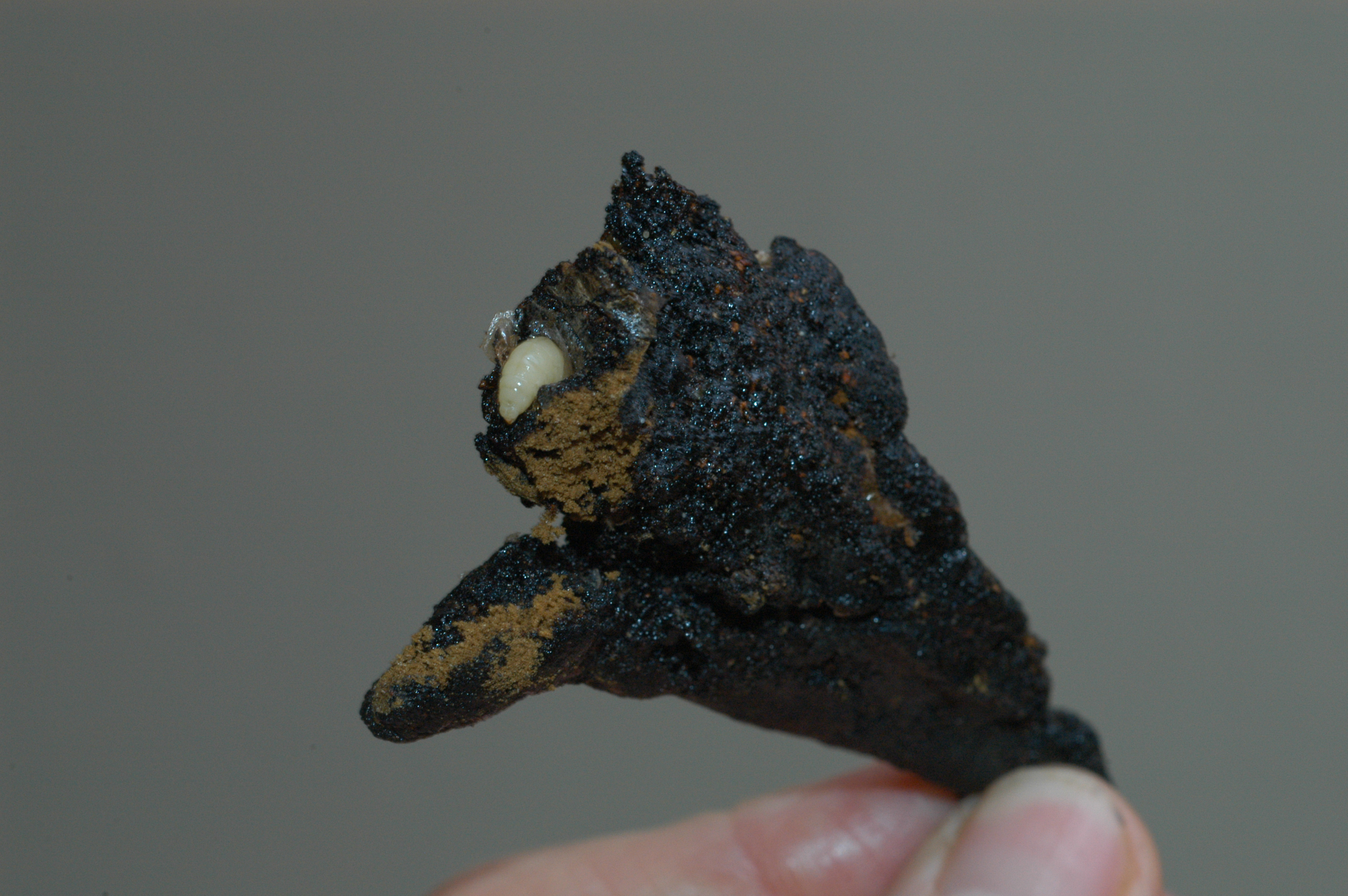